# 玻芬寶螺
玻芬寶螺（学名：Cypraea boivinii）为寶螺科寶螺屬下的一个种。